# Breizh Cup
La Breizh Cup est une compétition par clubs de kayak-polo européen, qui se déroule à Acigné, en France.
Le 13e tournoi se déroulera du 5 et 6 septembre 2009.